# El mar y el tiempo
El mar y el tiempo es una película dramática española, dirigida y protagonizada por Fernando Fernán Gómez en 1989 a partir de una miniserie de 1987 y su propia novela homónima, publicada un año antes.

## Sinopsis
Jesús, el protagonista, es un español exiliado en Argentina que regresa a España en la primavera de 1968 con el fin de reencontrarse con su familia. Sin embargo, las cosas han cambiado y la familia que le espera en España es bien distinta a la que dejó antes de marcharse a Argentina.

## Palmarés cinematográfico
IV edición de los Premios Goya
| Categoría                     | Persona                            | Resultado  |
| ----------------------------- | ---------------------------------- | ---------- |
| Mejor película                | Mejor película                     | Candidata  |
| Mejor director                | Fernando Fernán Gómez              | Candidato  |
| Mejor actriz protagonista     | Rafaela Aparicio                   | Ganadora   |
| Mejor actor protagonista      | Fernando Fernán Gómez              | Candidato  |
| Mejor actriz de reparto       | María Asquerino                    | Ganadora   |
| Mejor guion adaptado          | Fernando Fernán Gómez              | Candidato  |
| Mejor montaje                 | Pablo del Amo                      | Candidato  |
| Mejor dirección de producción | Andrés Santana                     | Candidato  |
| Mejor maquillaje y peluquería | Juan Pedro Hernández Jesús Moncusi | Candidatos |
| Mejor sonido                  | Gilles Ortion Eduardo Fernández    | Candidatos |

Fotogramas de Plata 1989
| Categoría            | Persona          | Resultado |
| -------------------- | ---------------- | --------- |
| Mejor actriz de cine | Rafaela Aparicio | Candidata |

- Datos: Q7762788